# Млинек (Опочинський повіт)
Млинек (пол. Młynek) — село в Польщі, у гміні Жарнув Опочинського повіту Лодзинського воєводства.
Населення — 28 осіб (2011).
У 1975—1998 роках село належало до Пйотрковського воєводства.

## Демографія
Демографічна структура станом на 31 березня 2011 року:
|          | Загалом | Допрацездатний вік | Працездатний вік | Постпрацездатний вік |
| -------- | ------- | ------------------ | ---------------- | -------------------- |
| Чоловіки | 11      | 2                  | 8                | 1                    |
| Жінки    | 17      | 5                  | 6                | 6                    |
| Разом    | 28      | 7                  | 14               | 7                    |